# Ruuhijärvet
Iso-Ruuhijärvi tillsammans med  Pieni-Ruuhijärvi och Keski-Ruuhijärvi är sjöar i Finland. De ligger i kommunen Kajana i landskapet Kajanaland, i den centrala delen av landet, 500 km norr om huvudstaden Helsingfors. Iso-Ruuhijärvi ligger 201 meter över havet. Den är 8,2 meter djup. Arean är 47,6 hektar och strandlinjen är 5,57 kilometer lång. Sjön  ingår i Uleälvens huvudavrinningsområde.   Den sträcker sig 1,1 kilometer i nord-sydlig riktning, och 2,2 kilometer i öst-västlig riktning.
I övrigt finns följande vid Iso-Ruuhijärvi:
- Lehtovaara (en kulle)